# Song Xiuyan
Song Xiuyan (chinesisch 宋秀岩; * Oktober 1955 in Liaoyang, Provinz Liaoning) ist eine Politikerin in der Volksrepublik China.
Song trat 1978 der Kommunistischen Partei Chinas bei und studierte ökonomisches Management an deren Schule. An der Chinesischen Jugenduniversität studierte sie zusätzlich Politikwissenschaften. Später war sie bis 2002 als Vizesekretärin des parteilichen Provinzverbandes in Qinghai tätig. Von 2007 bis 2010 war sie Gouverneurin der Provinz Qinghai.
Seit 2010 ist sie stellvertretende Vorsitzende, Erste Sekretärin und Parteisekretärin der KPCh in der Gesamt-Chinesischen Frauenföderation.
Song war seit 1997 Kandidatin und ist seit 2007 Mitglied des Zentralkomitees der Kommunistischen Partei Chinas.